# Edward Thomas
Edward Thomas, född 3 mars 1878 i Lambeth, London, död 9 april 1917, var en walesisk (brittisk) författare och poet. Han dog i slaget vid Arras (1917) under första världskriget.

## Fotnoter
1. 1 2  Encyclopædia Britannica, Encyclopædia Britannica Online-ID: biography/Edward-Thomastopic/Britannica-Online, läst: 9 oktober 2017.[källa från Wikidata]
2. 1 2  SNAC, SNAC Ark-ID: w6zk5j71, läs online, läst: 9 oktober 2017.[källa från Wikidata]
3. 1 2  Find a Grave, Find A Grave-ID: 10752938, läs online, läst: 9 oktober 2017.[källa från Wikidata]
4. ↑  Dictionary of Welsh Biography, 1 juli 1997, ISBN 978-0-900439-86-5.[källa från Wikidata]
5. ↑  Commonwealth War Graves Commissions databas, CWGC person-ID: 249787.[källa från Wikidata]
6. ↑  Colin Matthew (red.), Oxford Dictionary of National Biography, Oxford University Press, 2004, ODNB-ID: 36480.[källa från Wikidata]